# Bilskirne
Bilskirne eller Bilskirner (isländska Bilskirnir) är i nordisk mytologi guden Tors borg i Trudvang eller Trudheim. Borgen har 540 rum eller "golv" (långbänksutrymmen) och är enligt Grímnismál världens största hus.

## Källtexterna
I Grímnismál 23 och 24 omtalas gudaboningarna Valhall och Bilskirne. Den som talar är i båda stroferna Oden, och den gud som han kallar sin son är Tor:
| Femhundra dörrar och fyrti därtill skall det visst i Valhall finnas: åttahundra enhärjar gå ut genom var dörr, då det stundar till strid med ulven. Femhundra golvrum och fyrti därtill har Bilskirne alltsomallt; av alla högraftade hus jag vet är min sons säkert det största. | Fimm hundruð dura ok umb fjórum tøgum, svá hygg á Valhǫllu vesa; átta hundruð Einhęrja ganga ór ęinum durum, þás fara við vitni at vega. Fimm hundruð golfa ok umb fjórum tøgum svá hygg Bilskirni með bugum; ranna þęira, es rępt vitak, míns vęitk męst magar. |  |

Båda stroferna nämner talet "femhundra och fyrtio", men troligen är det storhundraden som avses. Eftersom ett storhundrade är 120 skulle Bilskirne ha 640 rum (5 × 120 + 40). ”Detta är ett heligt tal,” förklarar Åke Ohlmarks, ”emedan det utgör produkten av 10 × 64, vilket senare självt är 8 × 8; och 8 är Tors kamptal, produkten av tursatalet 2 och Tors eget vagngudstal 4.” Tolkningen, som bygger på Sigurd Agrells gematriska undersökningar, försvagas dock av att strof 24 är ett senare inskott. Troligen har den diktats med strof 23 som förlaga. "Tors tal" skulle då ursprungligen ha syftat på Odens Valhall. Agrell förklarar detta problem med att ”taluppgiften [i strof 23] har förts till norden från ett germanfolk som icke räknat med storhundrade.” Båda talen skulle alltså vara giltiga för respektive strof. Valhall har 540 (=60 × 9) portar (ett Odenstal, enligt Agrell), medan Bilskirne har 640 rum – ett tal bättre lämpat för Tor. Finnur Jónsson menade dock att det "naturligtvis" är "store hundreder" i båda stroferna. Det är alltså 960 krigare (átta hundruð) som marscherar genom 640 portar; i allt rör det sig om 614 400 man. Enligt Gylfaginning 40 går de dessutom samtidigt (i bredd?) genom varje port: ganga senn ór einum durum.
Att stroferna utgår från talmagi är troligt. Men hur talen skall tolkas är en annan fråga.

### Snorres Edda
I Gylfaginning 21 berättar Snorre Sturlasson om asarna i Asgård. I ett tidigare kapitel har han talat om Oden; nu kommer turen till "de andra asarna":
| Tor är främst bland dem; han kallas Asa-Tor eller Åke-Tor. Han är starkast bland gudar och människor. Han äger det rike som heter Trudvang, och hans hall heter Bilskirne. I denna sal finns femhundra rum och fyrtio därtill. Det är det största hus som någonsin byggts. | Þórr er þeira framast; sá er kallaðr Ásaþórr eða Ǫkuþórr. Hann er sterkastr allra guðanna ok manna. Hann á þar ríki er Þrúðvangar heita, en hǫll hans heitir Bilskirnir. Í þeim sal eru fimm hundrað gólfa ok fjórir tigir. Þat er hús mest svá at menn hafa gert. |  |

Snorre åberopar som källa Grímnismál 24, men har inget att tillägga. Däremot ger han i Skáldskaparmál 4 en lång lista med kenningar för Tor, där man bland annat får veta att Tor kan kallas för "Mjölners, styrkebältets och Bilskirnes styrare och ägare" (stýrandi ok eigandi Mjǫllnis ok megingjarða, Bilskirnis). Bland exemplen citeras sedan en halv drottkvättstrof av Gamle gnävadarskald om Tors strid mot Midgårdsormen. Tor kallas här gramr Bilskirnis – "Bilskirnes kung" eller "härskare". Strofen gör klart att Bilskirne var känt som Tors bostad redan under skalden Gamles levnad, troligen på 900-talet.

## Namnet
Betydelsen av namnet Bilskirne är osäker. Kanske kommer ordet av bil ("svikta", "ge vika", "störta samman") och skirnir av skirr- i skirrask ("sky" eller "undgå" något). Betydelsen blir då "den som undgår att ge vika", det vill säga "oförgängligt stark". (Jämför med namnet på det rike där Bilskirnir ligger: Þrúðvangar, "styrkans/kraftens fält".)
Men det är också möjligt att namnet kommer av bil i betydelsen "kort ögonblick", och skírnir av skírn-, "bli synlig", "lysa upp". Efterledet skulle då vara samma ord som finns i namnet Skírnir och innebörden bli "den som plötsligt lyses upp (av blixten)". I så fall bör namnet stavas Bilskírnir (med í, inte i).